# 89734 Orsoperuzzi
89734 Orsoperuzzi è un asteroide della fascia principale. Scoperto nel 2002, presenta un'orbita caratterizzata da un semiasse maggiore pari a 2,507680 UA e da un'eccentricità di 0,144609, inclinata di 5,489171° rispetto all'eclittica. Ha un diametro di 2,635 km e un'albedo di 0,232.